# Гай Марций Фигул
Гай Марций Фигул (на латински: Caius Marcius Figulus) e политик на Римската република през 2 век пр.н.е.
През 162 пр.н.е. Фигул е избран за консул заедно с Публий Корнелий Сципион Назика Коркул. Изборите се анулират и суфектконсули стават Гней Домиций Ахенобарб и Публий Корнелий Лентул.
През 156 пр.н.е. Фигул е избран отново за консул. Колега му е Луций Корнелий Лентул Луп.